# Trigonalidae
La familia Trigonalidae (a veces escrita Trigonalyidae, aunque la primera tiene precedencia) es una de las familias más inusuales de los insectos himenópteros, de afinidad indeterminada dentro del suborden Apocrita (aunque algunos creen que está más relacionada con Evanioidea). Actualmente se la coloca dentro de su propia superfamila Trigonaloidea. Se la divide en dos subfamilias, Orthogonalinae y Trigonalinae. Estas avispas son sumamente escasas, pero, curiosamente presentan gran diversidad, con alrededor de 90 especies en más de 15 géneros.
Por lo general son de colores brillantes, con largas antenas de numerosos segmentos. Están distribuidas por todo el mundo.

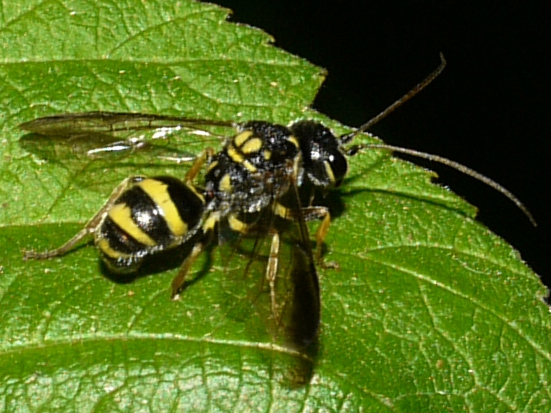
Taeniogonalos gundlachii en el norte de Estados Unidos

Se conoce muy poco de ellas. Su ciclo biológico parece casi improbable: en la mayoría de las especies la hembra deposita miles de huevos diminutos, prendiéndolos a los bordes de las hojas o inyectándolos dentro de ellas. El huevo necesita ser consumido por una oruga. Una vez dentro de ella, usa una de dos estrategias: o bien eclosiona inmediatamente y la larva comienza a atacar a otros parasitoides presentes dentro de la oruga, incluyendo sus propios hermanos, o espera hasta que la oruga sea cazada por una avispa vespida para alimentación de su larva, a la cual ataca. Por lo tanto los trigonálidos son parasitoides o hiperparasitoides, pero en una forma desusada en la que el huevo tiene que ser tragado por el huésped primario. Como excepción, existen unas pocas especies que parasitan a las larvas de himenópteros sínfitos.